# Municipio de Pastoria
El municipio de Pastoria (en inglés: Pastoria Township) es un municipio ubicado en el condado de Jefferson en el estado estadounidense de Arkansas. En el año 2010 tenía una población de 168 habitantes y una densidad poblacional de 1,99 personas por km².

## Geografía
El municipio de Pastoria se encuentra ubicado en las coordenadas 34°21′15″N 92°1′44″O / 34.35417, -92.02889. Según la Oficina del Censo de los Estados Unidos, el municipio tiene una superficie total de 84.36 km², de la cual 79,76 km² corresponden a tierra firme y (5,45 %) 4,59 km² es agua.

## Demografía
Según el censo de 2010, había 168 personas residiendo en el municipio de Pastoria. La densidad de población era de 1,99 hab./km². De los 168 habitantes, el municipio de Pastoria estaba compuesto por el 55,36 % blancos, el 44,05 % eran afroamericanos y el 0,6 % eran de una mezcla de razas. Del total de la población el 0 % eran hispanos o latinos de cualquier raza.